# Комсомольский-на-Амуре государственный университет
Комсомольский-на-Амуре государственный университет (полное наименование — «Федеральное государственное бюджетное образовательное учреждение высшего образования „Комсомольский-на-Амуре государственный университет“») — высшее учебное заведение в городе Комсомольск-на-Амуре.

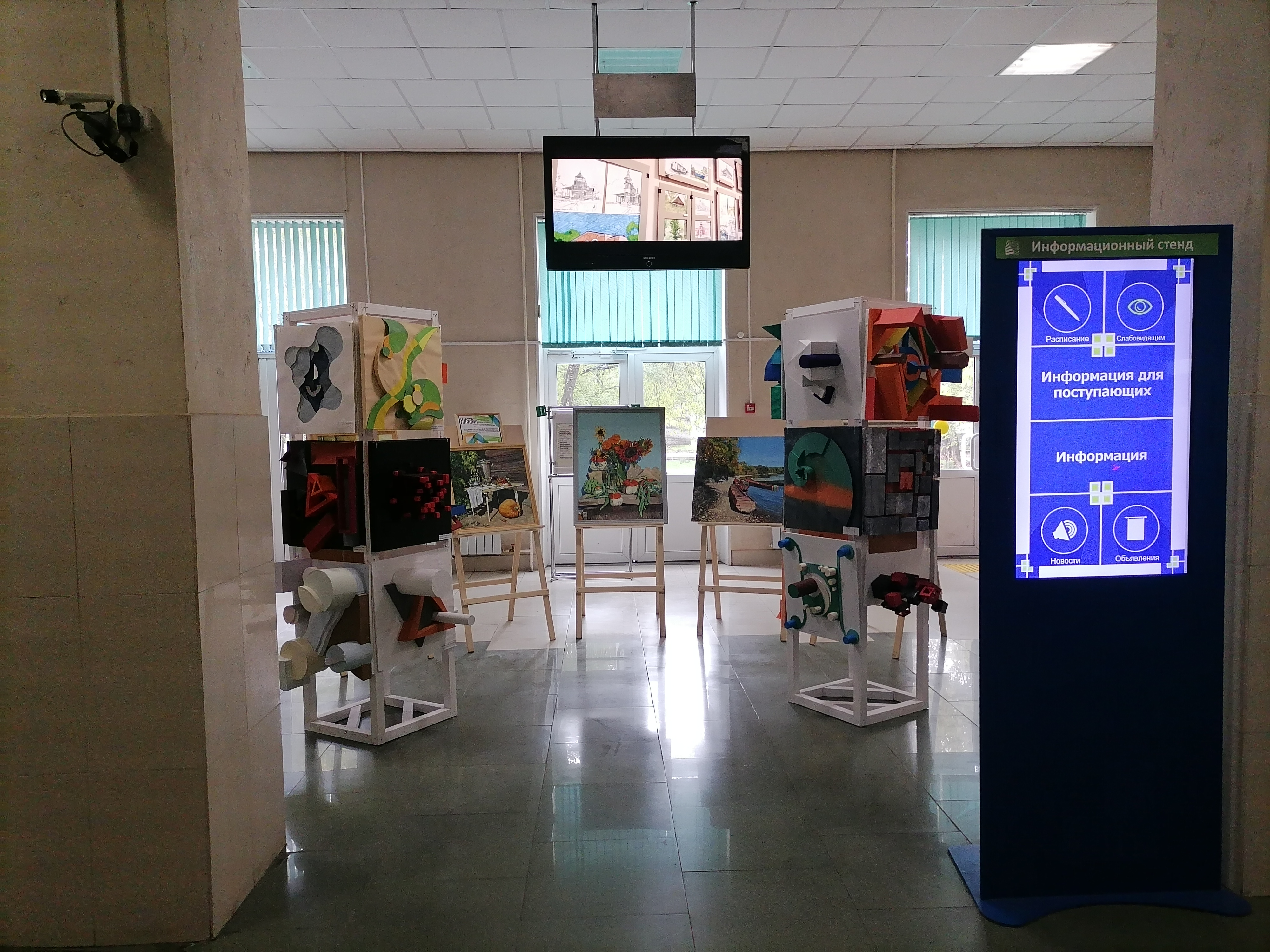
В фойе главного корпуса

## История
17 июня 1955 года открыт Комсомольский-на-Амуре вечерний политехнический институт (КнАВПИ) в составе механико-технологического и строительного факультетов.
В октябре 1956 года началось строительство учебного корпуса. Первая очередь его была сдана к началу 1958/59 учебного года, вторая — в 1961 году.
Около года обязанности директора института исполнял кандидат технических наук Василий Петрович Швайко.
С 5 марта 1956 года В. П. Швайко был освобожден от обязанностей директора, и в должность ректора института вступил Михаил Михайлович Негеевич, кандидат технических наук, который одновременно исполнял обязанности заведующего кафедрой общетехнических наук.
Первый выпуск инженеров состоялся в 1960 году.
В 1962 году ректором института становится доцент Алексей Дмитриевич Куликов, который возглавлял институт по 1975 год. 
В 1969 году было закончено строительство 2-го лабораторного корпуса.
В 1994 году был переименован в Комсомольский-на-Амуре государственный технический университет (КнАГТУ).
С 2017 года переименован в Комсомольский-на-Амуре государственный университет (КнАГУ).

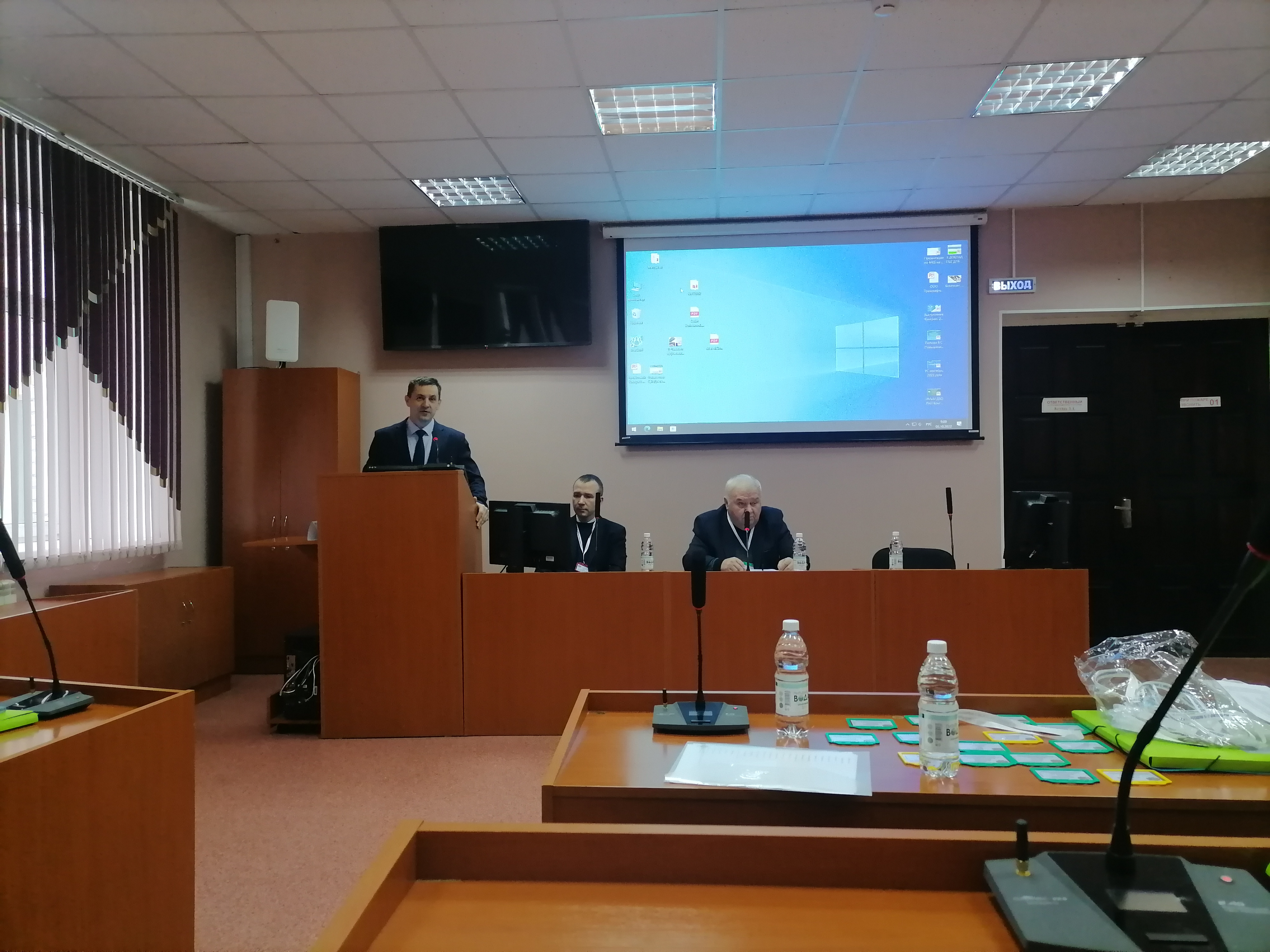
2022. Открытие научной конференции. На трибуне ректор КнАГУ Э. А. Дмитриев

В 2020 году университет отметил свое 65-летие.

## Структура университета
- Факультет энергетики и управления
- Факультет машиностроительных и химических технологий
- Факультет авиационной и морской техники
- Факультет кадастра и строительства
- Факультет компьютерных технологий
- Социально-гуманитарный факультет
- Факультет довузовской подготовки